# イスラーム黄金時代

イスラム世界の拡大の様子
ムハンマド下における領土拡大, 622–632
正統カリフ時代における領土拡大, 632–661
ウマイヤ朝時代における領土拡大, 661–750

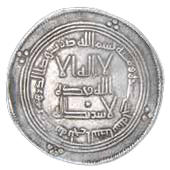
729年に製造されたディルハム銀貨

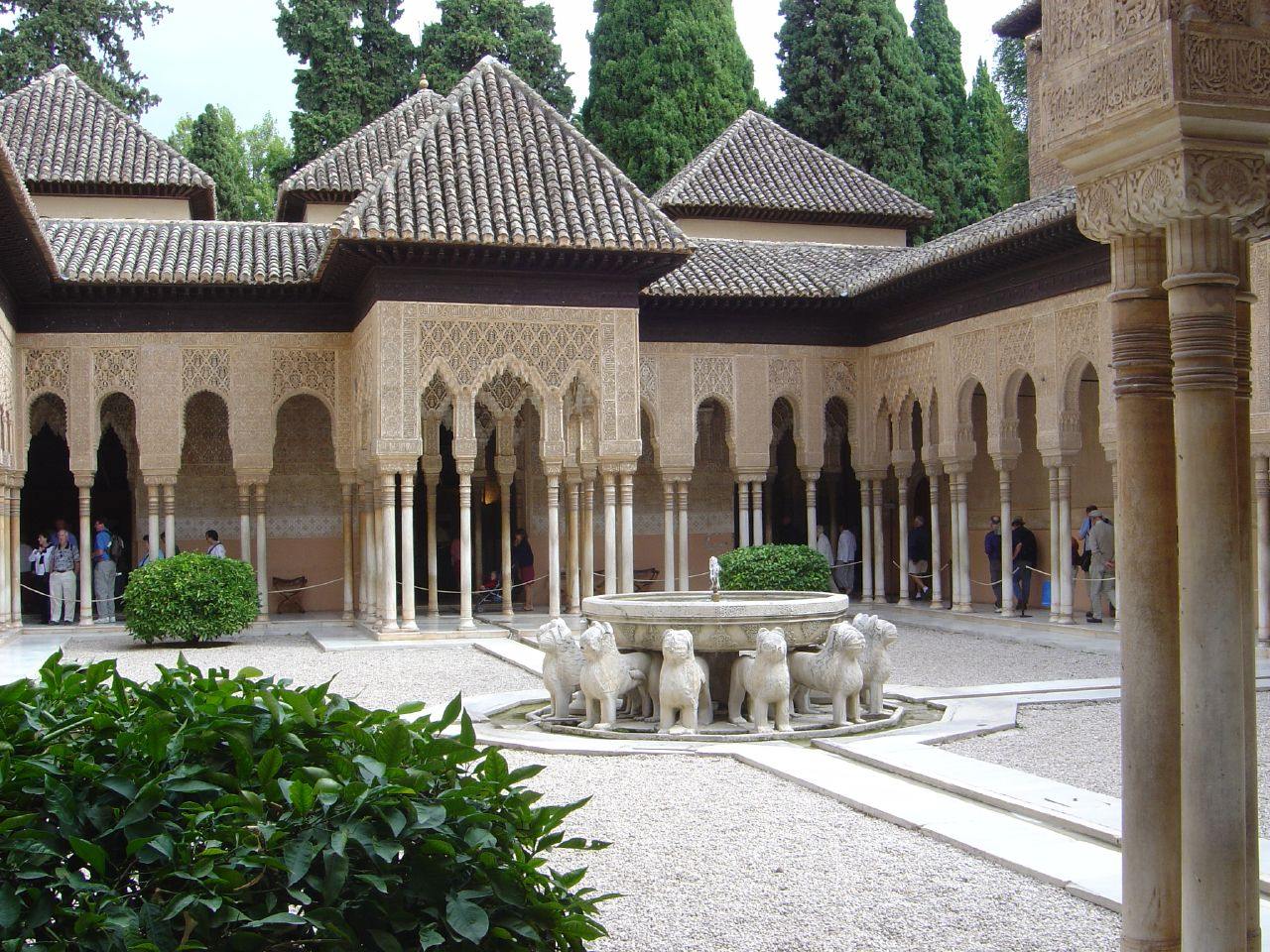
グラナダのアルハンブラ宮殿、スペイン

イスラーム黄金時代（イスラームおうごんじだい、英語: Islamic Golden Age）とは、1258年のバグダードの戦いまで続いたアッバース朝時代の呼称である。イスラム黄金時代やイスラム黄金期と表記されることもある。
イスラーム黄金時代は8世紀中期にアッバース朝が成立し、ダマスカスからバグダードへの遷都が行われて始まった。アッバース朝の学問に対する姿勢は「学者のインクは殉教者の血よりも尊い」といった、知識の価値を強調するクルアーンの訓戒やハディースの姿勢に大きく影響を受けた。アッバース朝時代、アラブ世界は科学、哲学、医学、教育などの知識の集積所となった。アッバース朝は知識人の庇護を行い、バグダードに知恵の館を建設した。知恵の館ではムスリムの学者もそうでない学者もすべての世界の知識を収集し、アラビア語へと翻訳していた 。他の地域では失われてしまった多くの知識はアラビア語やペルシア語へと翻訳された後、さらにトルコ語やヘブライ語、ラテン語へと翻訳された。この時代、アラブ世界は古代ローマ、中国、インド、ペルシア、エジプト、ギリシャ、ビザンツから得た知識を集積、大きく発展させ文化の中心地となっていた。

## 黄金時代の成立
バーナード・ルイスは次のように述べている。
イスラム世界は古代中東、ギリシャ、ペルシア帝国の知識、技術を受け継いだ。彼らは中国から渡来した紙の製造方法やインドからもたらされた十進法のように、イスラム世界外部から入ってきた重要な新知識を手に入れたのだ。

## イスラーム芸術

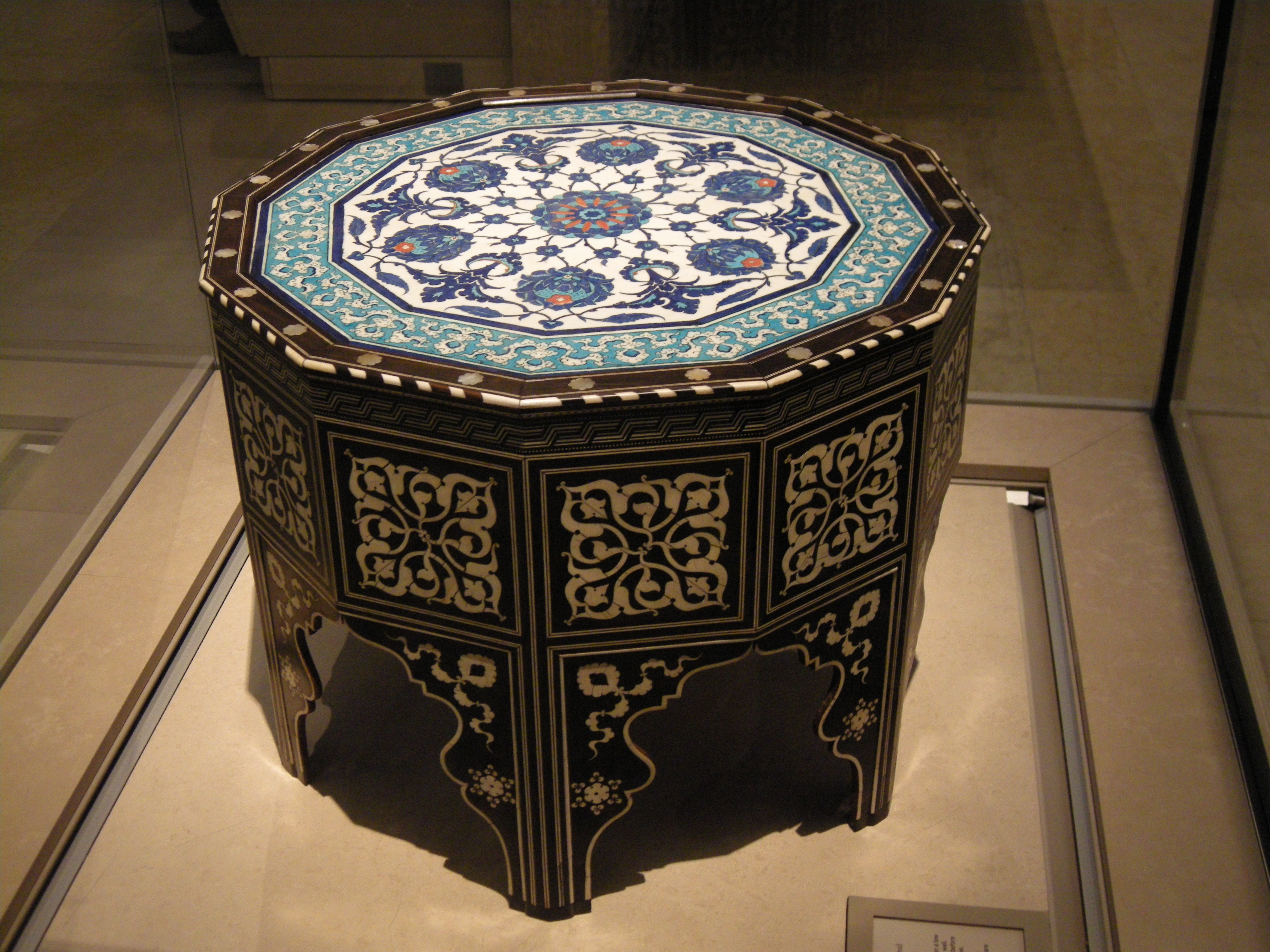
1560年に制作された寄木細工

イスラーム美術の黄金時代は750年から16世紀まで続いた。この時代、ラスター彩などのイスラム陶器、ガラス、金細工、織物、装飾写本、木工技術などが発展した。写本の文字の装飾は非常に重要性の高い技術とされ、ペルシアでは細密肖像画が発展した。アラビア語の筆記で非常に重要とされたカリグラフィーは写本や建築物の装飾に用いられ、大いに発展した。人間の描画を禁じるイスラム教の教えはカリグラフィー発展の大きな要因となった。

## 哲学

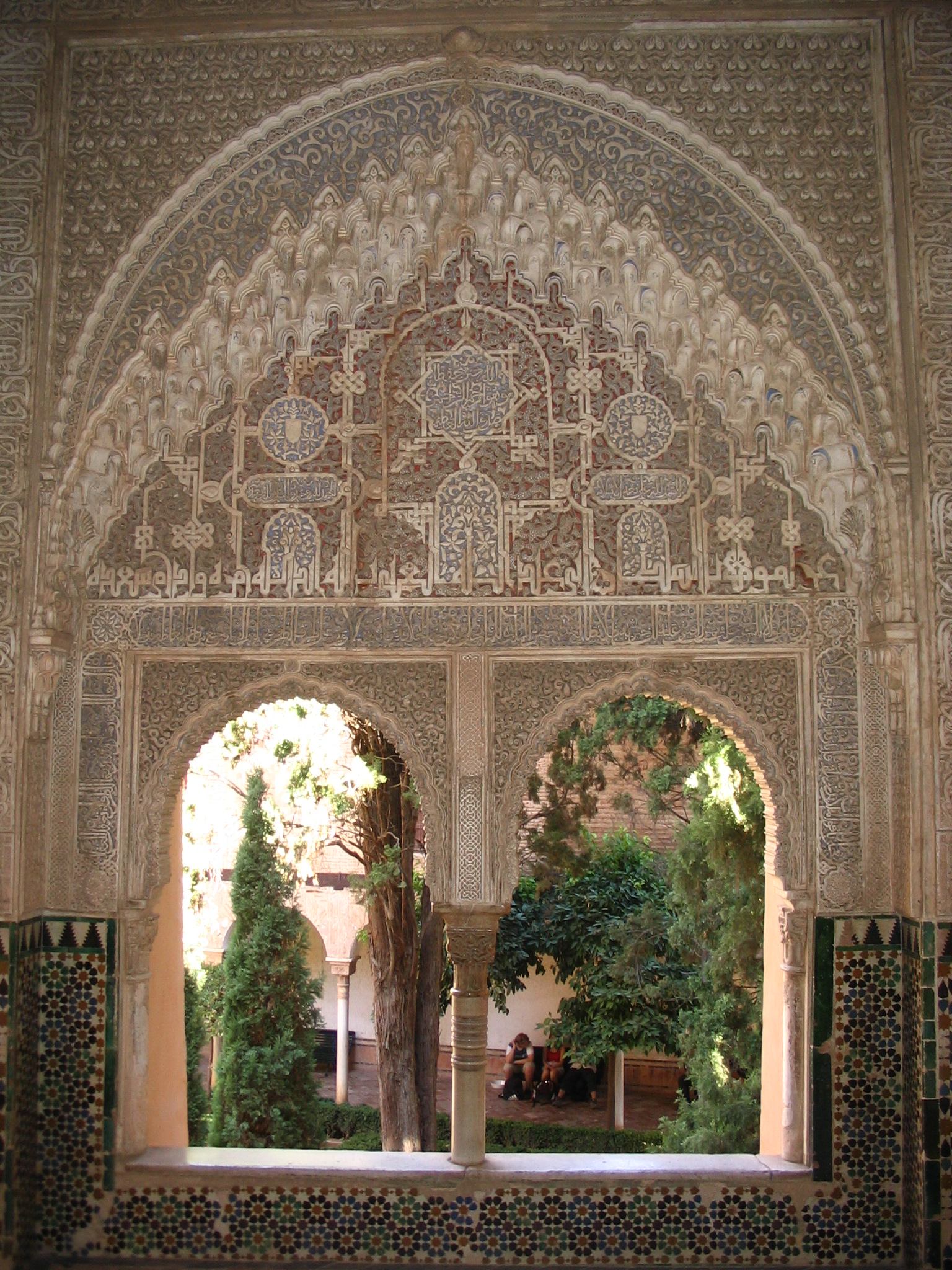
アンダルスではイブン・ルシュドが哲学の学問所を設立し、西ヨーロッパにおける世俗主義の台頭に影響を与えた。

イブン・ルシュドやイブン・スィーナーはアリストテレスの著作の保存に大きな役割を果たした。彼らはキリスト教世界、イスラム世界における宗教と関係のない知識の修得を目指していた。彼らは中国やインドからも知識を吸収し、大きく発展させた。イブン・スィーナーやキンディー、ファーラービーなどの思想家はアリストテレス学派(Aristotelianism)やネオプラトニズムといった思想とイスラム教の思想を融合させた。アラビア語の哲学書はラテン語やラディーノ語へと翻訳され、近代ヨーロッパ哲学発展の一因となった。社会学者兼歴史家のイブン・ハルドゥーンや、ギリシャの医学書を翻訳したカルタゴ市民のコンスタンティヌス・アフリカヌス、代数方程式の解法などを記した数学書を著したフワーリズミーなど、優れた人材を多く輩出した。イスラーム黄金時代はムスリムでない学者も丁重に扱っており、アンダルシア在住のユダヤ人哲学者モーシェ・ベン＝マイモーンが例としてあげられる。

## 科学

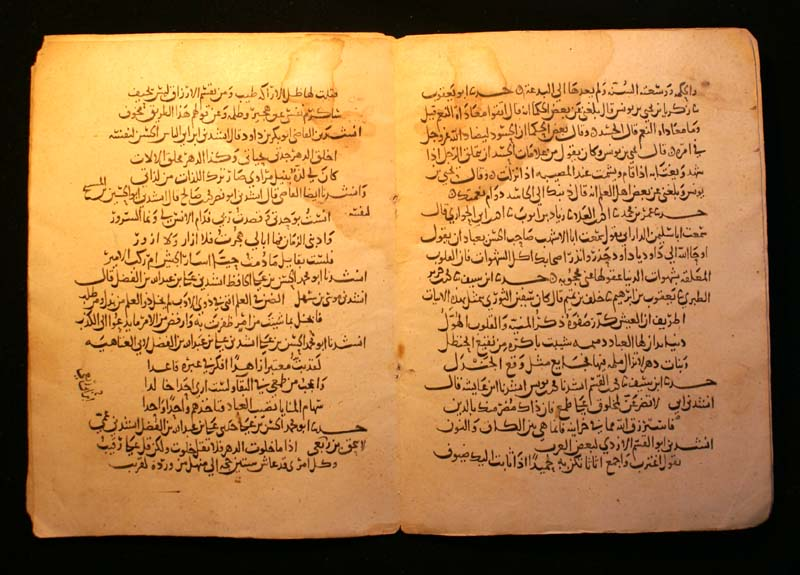
アッバース朝時代に作成された写本

イスラーム黄金時代に作られた、準結晶構造を模したギリフ模様のタイル。ペンローズ・タイルを参照。

イスラーム黄金時代には多くの著名なムスリム、非ムスリム科学者を輩出した。この時代にムスリムの学者がなした功績の一つとして三角法の改良がある。これは月齢の計算を容易にした。この他、光学や天文学の分野でも発展が見られた。

## 医学

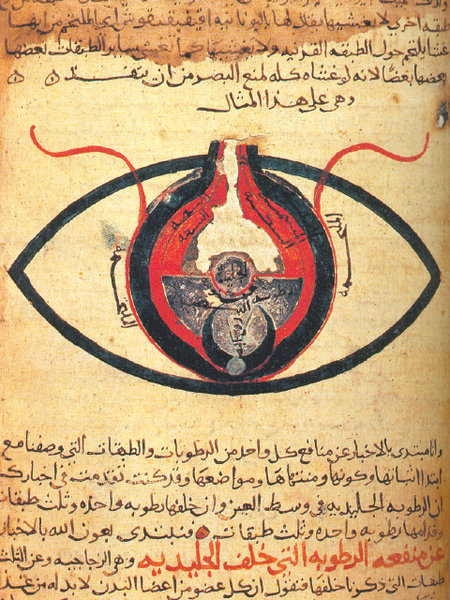
フナイン・イブン・イスハークのガレノス医学入門より目の項目、1200年頃

イスラム医学（アラビア医学、ユナニ医学、ギリシャ・アラビア医学）は、主に古代ギリシャ、古代ローマ、ペルシア、インドの伝統医学の理論と実践を基に発展した。ただし、医師はアラビア人・イスラム教徒に限られず（むしろ著名な医師にアラビア人は少ない）、多様な民族・宗教の医師が活躍している。イスラム世界の学者にとって、ヒポクラテスやガレノスといったギリシャ・ローマの医師は医学の権威であった。そのため、古代ギリシャ・ローマの医学をもっと利用しやすく、学習や教育が容易なものにするために、膨大で矛盾もある知識を整理し、百科事典や要約を作った。シリア語、ギリシャ語、サンスクリット語の膨大な著作がアラビア語へと翻訳され、これらを基に新しい医学体系が作られた。 (アメリカ合衆国国立医学図書館のデジタルアーカイブより)
ローマ帝国東西分裂後、西ローマ帝国ではギリシャ語は使われなくなり、西ヨーロッパからギリシャ語の医学書の多くが失われた。ローマ帝国の公用語であったラテン語は、西ローマ帝国滅亡後もローマ・カトリック教会の公用語として利用された。日常で話されたわけではなく、公文書やミサ、学術研究などに限られているが、聖職者・貴族といった西ヨーロッパのエリート層は、一般にラテン語による意思の疎通が可能であった。西ヨーロッパでは、12世紀ルネサンスとよばれる時代に古典文化の復興が見られ、イタリアやスペインでアラビア語やギリシャ語の文献がラテン語に翻訳され、ガレノスやヒポクラテスの作品を含む古代ギリシャの医学書が再発見されることになった。翻訳の正確性はともかく、イブン・スィーナーの著書「医学典範」のような体系的な医学書はラテン語に翻訳され、写本や印刷本という形でヨーロッパ中に広まり、西ヨーロッパの医学に大きな影響を与えた。15世紀と16世紀の間だけで医学典範は35以上も版を重ねた。(アメリカ合衆国国立医学図書館のデジタルアーカイブより)
中世のイスラム世界では、すべての大都市に病院が建設された。例として、カイロには内科医、薬剤師、看護師などが勤務するカラーウーン病院があった。

## 商業・旅行

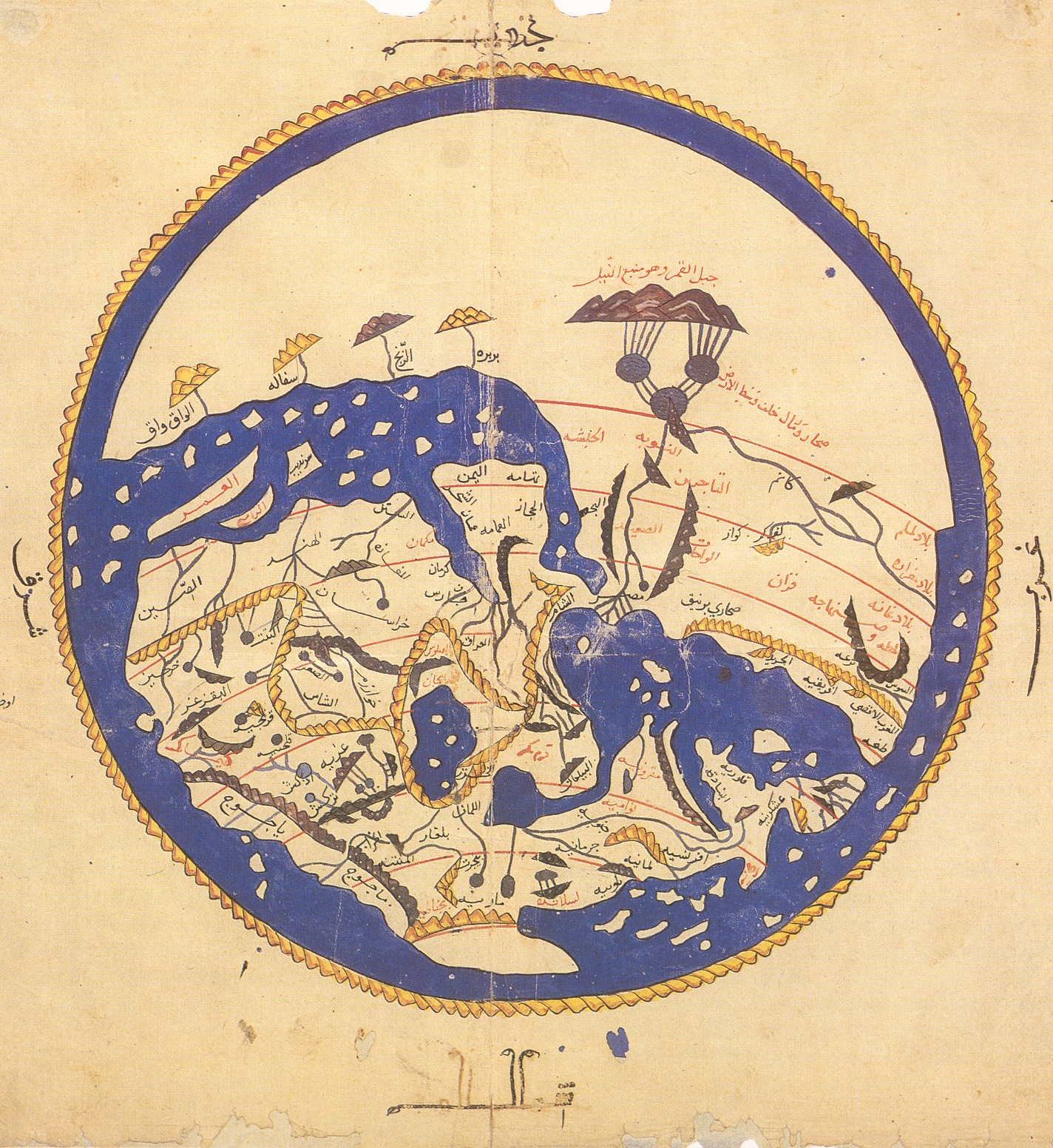
イドリースィーによる1154年の初学者のための世界地図 (南半球が上であることに注意).

ナイル川やチグリス川、ユーフラテス川といった大河川から離れていたため、航行できる河は少なく、海上交通は非常に重要だった。航海学は大きく発展し、原始的な六分儀 (カマル)も作成された。地図と組み合わせることで、航海士は陸伝いではなく、海洋の中を航海できるようになった。イスラム世界の航海士は3艘の大型商用帆船を地中海へと漕ぎだす役目を果たした。帆船の名前であるキャラベルは 初期のアラブの船の名前であるカーリブ (qārib) から採られたと考えられている。
イスラーム黄金時代には、遠方の国家との交易も行われた。紙は8世紀に中国からイスラム世界へと伝わり、10世紀にスペインへ、さらに他のヨーロッパ諸国へと伝わっていく事になる。羊皮紙、パピルスよりも製造しやすい上に破けにくく、インクの吸収も良いためクルアーンの写本作成の媒体として理想的であった。「イスラム諸国の製紙業者は同時代のヨーロッパよりずっと多くの出版物を製造するため、手書き写本を流れ作業にする方法を考案した」。亜麻を用いた紙の製造技術はイスラム世界から世界の他の地域へと伝わっていった。 (アメリカ合衆国国立医学図書館のデジタルアーカイブより)

## 建築・工学

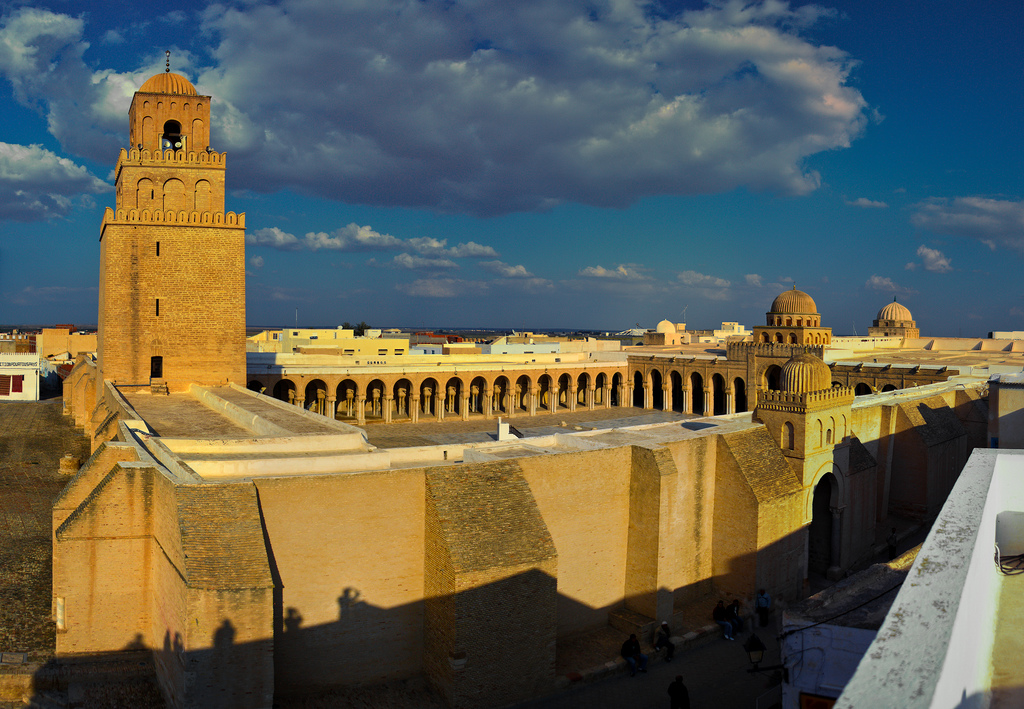
670年に設立されたウクバのモスク、現存するイスラーム建築の代表例とされている。。ウクバのモスクはチュニジアのケルアンにある。

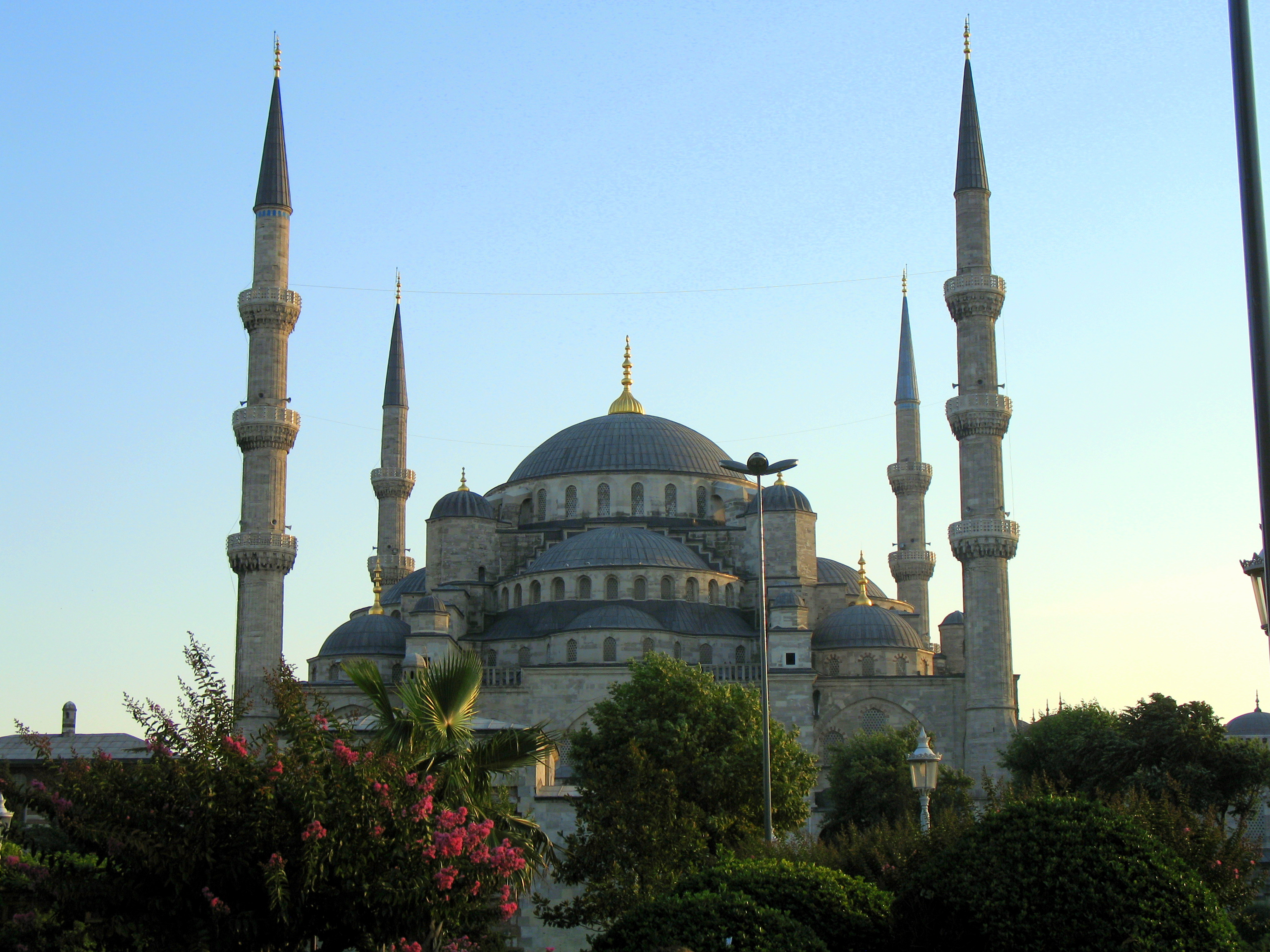
イスタンブールのスルタンアフメト・モスク

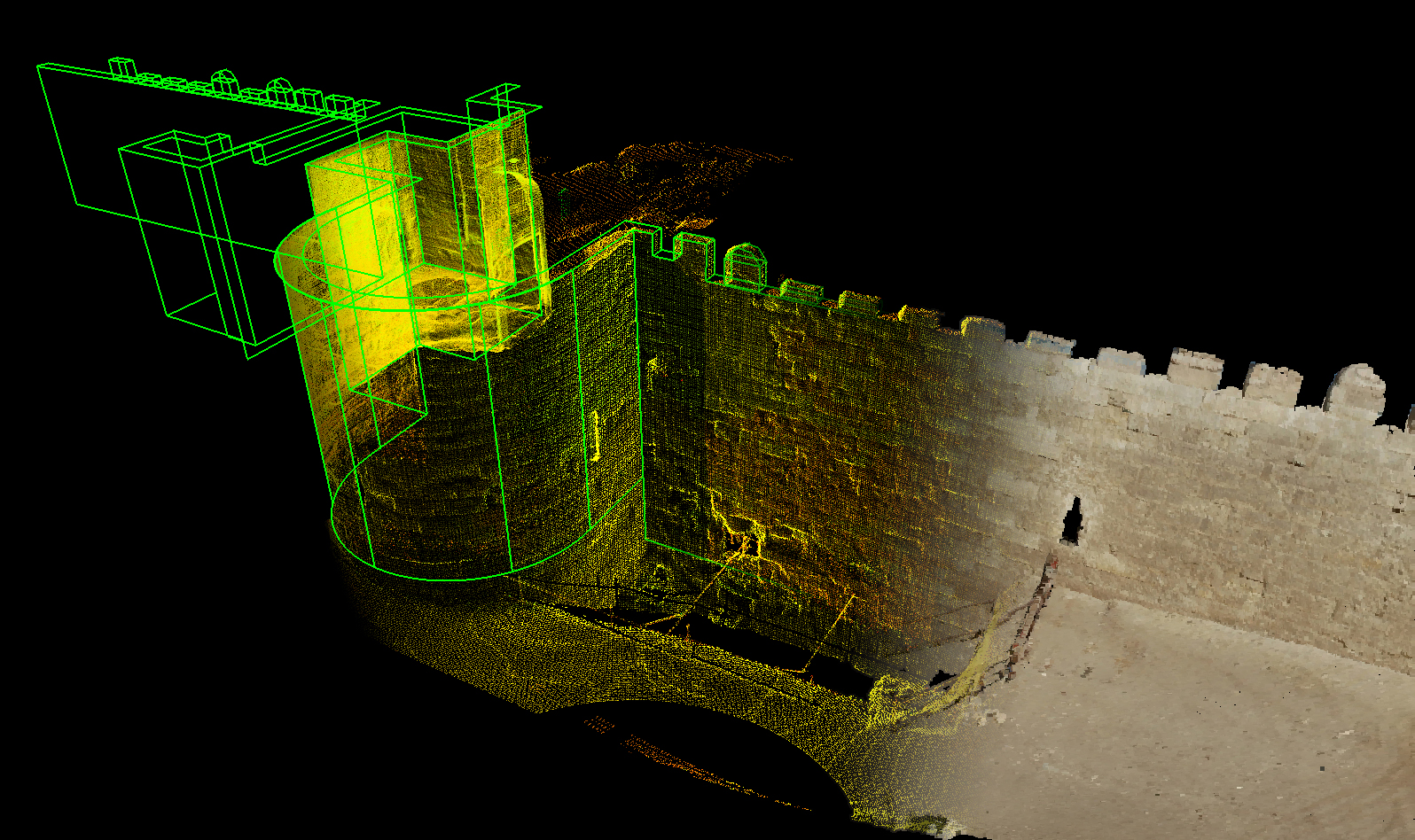
12世紀のアイユーブ朝時代の城壁、バブ・アル＝バルキーヤー門の実物大レーザースキャン画像。この防壁は入国者を取り囲むことができる構造になっており、通常の市街の壁門よりも安全性や制御面で優れていた。

チュニジアにあるウクバのモスクは西部イスラム世界最古のモスクであり、以降建築されるモスクの手本となった。ウクバのモスクは初期の大モスクの内、最良の保存状態を保っている重要な建築物である。670年に建築され、9世紀より現在の面影を保ち続けている。。ウクバのモスクは正方形による三層のミナレットから構成されており、広大な中庭の周りには柱廊式の玄関と頂点部分が円形状になっている大量の柱に囲まれた礼拝広場がある。
847年には、イラクのサーマッラーに大規模な螺旋状のミナレットであるマルウィヤ・ミナレットが建設された。
ムーア人は785年にスペインや北アフリカのイスラーム建築の先駆けとなるコルドバ・メスキータの建設を始めた。このモスクの特筆すべき点として内部の架構構造がある。ムーア建築はグラナダの重要文化財であるアルハンブラ宮殿の建設において最盛期を迎えた。アルハンブラ宮殿は赤、青、金で装飾された建物と、広々とした内部空間から構成されている。壁面は葉のモチーフや装飾体のアラビア文字、アラベスク模様などで装飾され、釉薬を塗ったタイルで構成されている。
もう一つの独自建築の例としては16世紀ムガル帝国の建築がある。イスラム教とヒンドゥー教の要素を融合させ、1500年代後半、アクバル帝は当時の首都アーグラから西に約40kmのところにファテープル・シークリーを建設し、短期間ながら遷都を行った。

## モンゴルの侵入と衰退の始まり

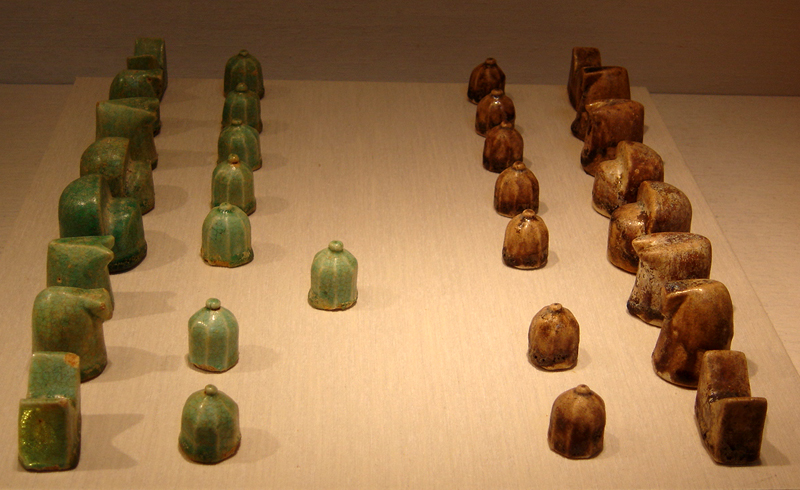
セルジューク朝時代のシャトランジの駒、12世紀

11～12世紀に十字軍がイスラム世界へと度重なる侵攻を行ったが、最大の危機となったのは13世紀におけるモンゴル帝国の侵入であった。1206年、チンギス・カンはモンゴルを中心とする中央アジア一帯に帝国を築いた。その後モンゴル帝国は東は中国から西は古代イスラム帝国やキエフ大公国まで、ユーラシア大陸のほとんどの地域を征服した。通説では1258年のフレグによるバグダードの破壊がイスラーム黄金時代の終焉とみなされている。ティムールのような後年のモンゴル人による帝国のように、彼らは多くの街を破壊し、何百、何千という人々を虐殺した。この破壊行為はメソポタミア文明から続いてきた灌漑用式に取り返しの付かない損害を与えた。以後、モンゴル帝国に屈服したムスリムたちは南西部にあるメッカよりも北東部となる中国へ続く陸路と向き合うことになった。
次第に、西アジアに定住したモンゴル人の多くがイスラム教へと改宗し、多くはトルコのムスリムと同化していった。オスマン帝国は彼らの子孫によって建国されたものであるが、一般的にはモンゴル帝国による征服をもってイスラーム黄金時代の終わりとしている。

## 衰退の原因

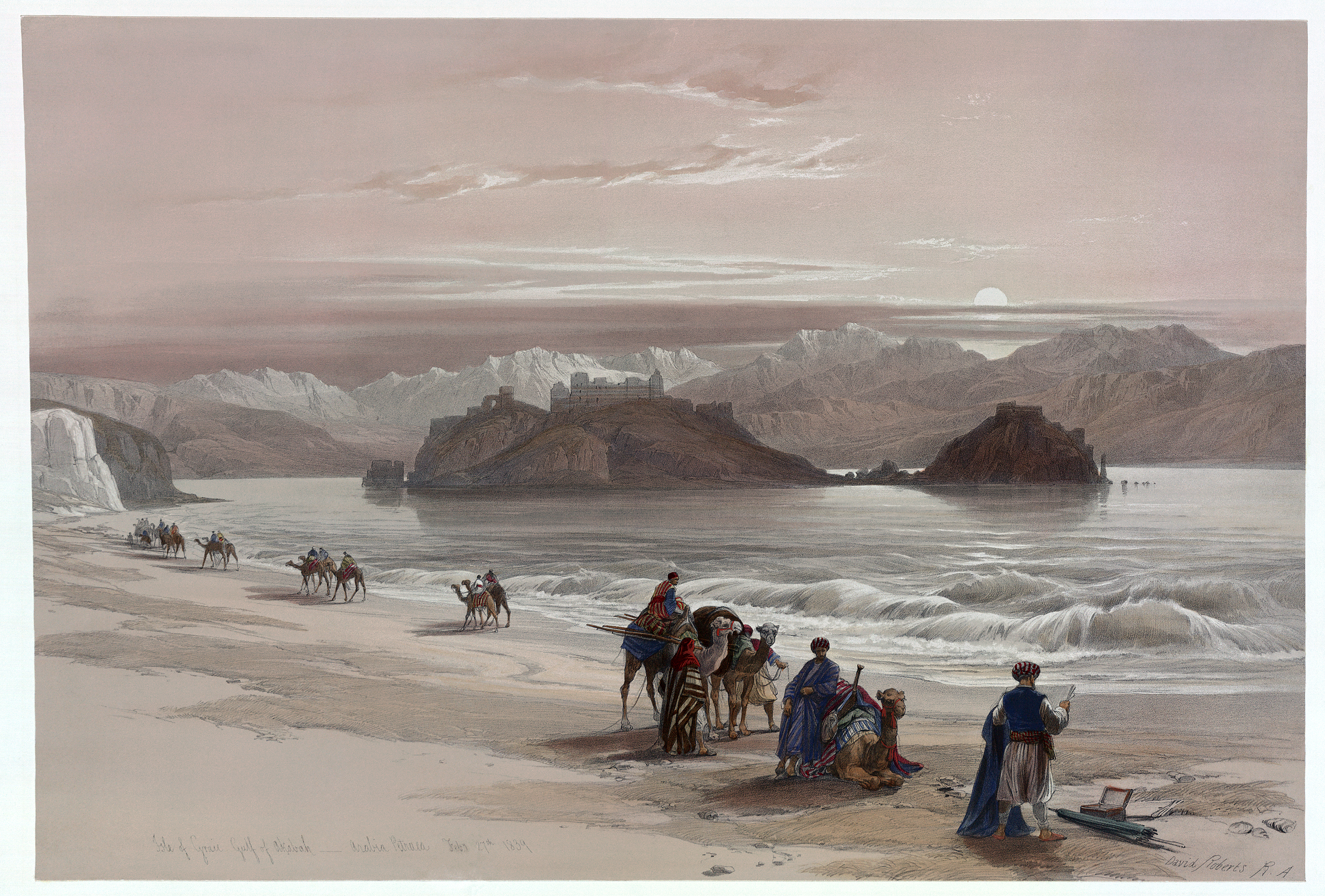
イスラーム黄金時代機能し続けた交易路。十字軍やモンゴル人、ポルトガル人の侵攻によって破壊された。イブン・ハルドゥーンによれば、この侵攻が周辺地域経済を破壊し、盗賊や海賊が跋扈する原因となった。

イスラーム黄金時代の衰退の正確な原因として学者間で合意を得られている要因は少ないが、モンゴル人や十字軍の侵攻による図書館やマドラサ (イスラム教神学校)の破壊に加えて、政治における失態やイジュティハード (独立を求める要因となった)の窮屈さ、制度化されたタクリード (模倣) 思考なども衰退の原因として挙げられている。しかしアフマド・Y・ハサンは創造的思考の欠如が原因であるとの考察を否定し、科学は常に宗教的要素とは交じり合わないと主張した。彼はその代わりとして14世紀の作家イブン・ハルドゥーンの著作を引用しながら政治的、経済的要素が衰退の原因であると分析している。

## 反論
近年、何人かの学者が「イスラーム文明」という誤った用語に関する問題点を指摘している。その中でも、イランの歴史家ショジャーエッディーン・シャファー博士は自身の著書である「復興」 (ペルシア語: تولدی دیگر)や「1400年以後」 (ペルシア語: پس از 1400 سال)の中で、「イスラーム科学」のような区分に関する議論自体への疑問を提起している。シャーファは、「宗教は基本的に古代のあらゆる帝国で権威をもたらすものとして用いられてきたが、特定の地域で行われる信仰が科学技術や芸術の発展へ貢献したと断じるに足る十分な要因とは成り得ない」と述べている。人類の歴史上の様々な帝国が国教とする宗教を有していたが、通常では人がなした功績をその人の信仰宗教と結びつけることはしない。例として、キリスト教国だった古代ローマ帝国や東ローマ帝国、その他のヨーロッパの国々が成した功績はその文明で起こった出来事として語られるのであって、キリスト教の信仰により生まれたなどと語られることはない。